# Championnat d'Angleterre de football 1989-1990
Navigation
Édition précédente Édition suivante
La 91e édition du championnat d'Angleterre de football est remportée par  Liverpool FC. Le club liverpuldien l’emporte devant Aston Villa avec un écart de neuf points. L’écart avec le troisième est également important, sept points séparent Aston Villa de son suivant immédiat Tottenham Hotspur. 
Aston Villa se qualifie pour la Coupe UEFA et Manchester United, vainqueur de la Coupe d'Angleterre de football pour la Coupe d'Europe des vainqueurs de coupe, ces deux clubs étant les premiers clubs anglais à faire leur retour sur la scène européenne après la suspension globale des clubs anglais à la suite du drame du Heysel. Liverpool FC champion en titre, reste banni et ne se qualifie pas pour la Coupe des clubs champions.
Le système de promotion/relégation ne change pas : descente et montée automatique, sans matchs de barrage pour les trois derniers de première division et les deux premiers de deuxième division, poule de play-off pour les troisième à sixième de la division 2 pour la dernière place en division 1. À la fin de la saison Milwall FC, Charlton Athletic et Sheffield Wednesday, sont relégués en deuxième division. Ils sont remplacés par Leeds United, Sheffield United et Sunderland AFC après play-off.
L'attaquant anglais Gary Lineker, de Tottenham Hotspur, termine meilleur buteur du championnat avec 24 réalisations. C'est la troisième fois qu'il remporte ce titre.

## Les clubs de l'édition 1989-1990
| Club                              | Ville       |
| --------------------------------- | ----------- |
| Arsenal Football Club             | Londres     |
| Aston Villa Football Club         | Birmingham  |
| Charlton Athletic Football Club   | Londres     |
| Chelsea Football Club             | Londres     |
| Coventry City Football Club       | Coventry    |
| Crystal Palace Football Club      | Londres     |
| Derby County Football Club        | Derby       |
| Everton Football Club             | Liverpool   |
| Liverpool Football Club           | Liverpool   |
| Luton Town Football Club          | Luton       |
| Manchester City Football Club     | Manchester  |
| Manchester United Football Club   | Manchester  |
| Millwall Football Club            | Londres     |
| Norwich City Football Club        | Norwich     |
| Nottingham Forest Football Club   | Nottingham  |
| Queens Park Rangers Football Club | Londres     |
| Sheffield Wednesday Football Club | Sheffield   |
| Southampton Football Club         | Southampton |
| Tottenham Hotspur Football Club   | Londres     |
| Wimbledon Football Club           | Londres     |

## Classement
Le Liverpool FC ne peut pas participer à la Coupe des clubs champions européens 1990-1991, étant banni des compétitions européennes après le drame du Heysel.
| Rang | Équipe              | Pts | J  | G  | N  | P  | Bp | Bc | Diff |
| ---- | ------------------- | --- | -- | -- | -- | -- | -- | -- | ---- |
| 1    | Liverpool FC S      | 79  | 38 | 23 | 10 | 5  | 78 | 37 | +41  |
| 2    | Aston Villa         | 70  | 38 | 21 | 7  | 10 | 57 | 38 | +19  |
| 3    | Tottenham Hotspur   | 63  | 38 | 19 | 6  | 13 | 59 | 47 | +12  |
| 4    | Arsenal T           | 62  | 38 | 18 | 8  | 12 | 54 | 38 | +16  |
| 5    | Chelsea P           | 60  | 38 | 16 | 12 | 10 | 58 | 50 | +8   |
| 6    | Everton             | 59  | 38 | 17 | 8  | 13 | 57 | 46 | +11  |
| 7    | Southampton         | 55  | 38 | 15 | 10 | 13 | 71 | 63 | +8   |
| 8    | Wimbledon FC        | 55  | 38 | 13 | 16 | 9  | 47 | 40 | +7   |
| 9    | Nottingham Forest L | 54  | 38 | 15 | 9  | 14 | 55 | 47 | +8   |
| 10   | Norwich City        | 53  | 38 | 13 | 14 | 11 | 44 | 42 | +2   |
| 11   | Queens Park Rangers | 50  | 38 | 13 | 11 | 14 | 45 | 44 | +1   |
| 12   | Coventry City       | 49  | 38 | 14 | 7  | 17 | 39 | 59 | -20  |
| 13   | Manchester United C | 48  | 38 | 13 | 9  | 16 | 46 | 47 | -1   |
| 14   | Manchester City P   | 48  | 38 | 12 | 12 | 14 | 43 | 52 | -9   |
| 15   | Crystal Palace P    | 48  | 38 | 13 | 9  | 16 | 42 | 66 | -24  |
| 16   | Derby County        | 46  | 38 | 13 | 7  | 18 | 43 | 40 | +3   |
| 17   | Luton Town          | 43  | 38 | 10 | 13 | 15 | 43 | 57 | -14  |
| 18   | Sheffield Wednesday | 43  | 38 | 11 | 10 | 17 | 35 | 51 | -16  |
| 19   | Charlton            | 30  | 38 | 7  | 9  | 22 | 31 | 57 | -26  |
| 20   | Millwall            | 26  | 38 | 5  | 11 | 22 | 39 | 65 | -26  |

Qualifications européennes
Coupe des coupes 1990-1991
- C : Premier tour

Coupe UEFA 1990-1991
- 2e : premier tour

Relégation
- 18e à 20e : relégation en Second Division

Abréviations
- T : Tenant du titre
- C : Vainqueur de la FA Cup 1989-1990
- L : Vainqueur de la Coupe de la Ligue 1989-1990
- S : Vainqueur du Charity Shield 1989
- P : Promu de Second Division 1988-1989

## Affluences
| #  | Club                | Stade           | Affluence moyenne sur la saison | Variation |
| -- | ------------------- | --------------- | ------------------------------- | --------- |
| 1  | Manchester United   | Old Trafford    | 39 331                          | + 7,8 %   |
| 2  | Liverpool FC        | Anfield         | 36 875                          | - 4,7 %   |
| 3  | Arsenal FC          | Highbury        | 33 672                          | - 5,4 %   |
| 4  | Manchester City     | Maine Road      | 27 975                          | + 19 %    |
| 5  | Tottenham Hotspur   | White Hart Lane | 26 463                          | + 8,1 %   |
| 6  | Everton FC          | Goodison Park   | 26 353                          | - 5,2 %   |
| 7  | Aston Villa         | Villa Park      | 25 535                          | - 28,3 %  |
| 8  | Chelsea FC          | Stamford Bridge | 21 783                          | + 36,5 %  |
| 9  | Sheffield Wednesday | Hillsborough    | 20 928                          | + 4,5 %   |
| 10 | Nottingham Forest   | City Ground     | 20 606                          | - 0,9 %   |
| 11 | Derby County        | Baseball Ground | 17 541                          | - 1 %     |
| 12 | Crystal Palace FC   | Selhurst Park   | 17 333                          | + 62,4 %  |
| 13 | Norwich City        | Carrow Road     | 16 737                          | - 0,3 %   |
| 14 | Southampton FC      | The Dell        | 16 484                          | + 5,8 %   |
| 15 | Coventry City       | Highfield Road  | 14 438                          | - 10,7 %  |
| 16 | Queens Park Rangers | Loftus Road     | 13 087                          | + 5,9 %   |
| 17 | Millwall FC         | The Den         | 12 211                          | - 21,1 %  |
| 18 | Charlton Athletic   | Selhurst Park   | 10 763                          | + 14,3 %  |
| 19 | Luton Town          | Kenilworth Road | 9 850                           | + 5,3 %   |
| 20 | Wimbledon FC        | Plough Lane     | 7 652                           | - 1,5 %   |

## Bilan de la saison
| Championnat d'Angleterre de football 1989-1990       |                          |
| Champion                                             | Liverpool FC (18e titre) |
| Dauphin                                              | Aston Villa              |
| Coupes et trophées                                   |                          |
| Vainqueur de la Coupe d'Angleterre 1989-1990         | Manchester United        |
| Vainqueur de la Coupe de la Ligue anglaise 1989-1990 | Nottingham Forest        |
| Vainqueur du Charity Shield 1989                     | Liverpool FC             |
| Qualifications continentales                         |                          |
| Coupe des clubs champions européens 1990-1991        | Aucun                    |
| Coupe d'Europe des vainqueurs de coupe 1989-1990     | Manchester United        |
| Coupe UEFA 1990-1991                                 | Aston Villa              |
| Promotions et relégations                            |                          |
| Promus en First Division                             | Leeds United             |
| Promus en First Division                             | Sheffield United         |
| Promus en First Division                             | Sunderland AFC           |
| Relégués en Second Division                          | Milwall FC               |
| Relégués en Second Division                          | Charlton Athletic        |
| Relégués en Second Division                          | Sheffield Wednesday      |

## Meilleur buteur
Avec 24 buts, Gary Lineker, qui joue à Tottenham Hotspur, remporte son troisième titre de meilleur buteur du championnat.